# Dácio Nitrini
Dácio Nitrini (São Paulo, 11 de dezembro de 1951) é um jornalista brasileiro multimidia. Autor da biografia Cásper Líbero, jornalista que fez escola (Terceiro Nome, 2019).
Iniciou a carreira na imprensa alternativa: (revista O Grilo, jornais Ex-, Aqui São Paulo).
Ex-diretor de jornalismo da TV Gazeta de São Paulo, 
trabalhou na Folha de S.Paulo, na Agência Folha, no Estadão, TV Globo, SBT, TV Record, TV Cultura e TVJB.
É o organizador da publicação fac-similar da coleção do jornal Ex-, editada pelo Instituto Vladimir Herzog, com o apoio da Imprensa Oficial de São Paulo, e um dos autores do livro Matar ou Morrer – Autobiografia de Edmilson Lucas da Silva, menor abandonado (Símbolo, 1977).
Recebeu o prêmio Wladimir Herzog. Lecionou jornalismo nas Faculdades Cásper Líbero entre 1985 e 1986.